# Carlo Ier Tocco
Carlo Ier Tocco (? - 4 juillet 1429) fut un seigneur d'origine italienne ayant régné sur les îles ioniennes, une partie du Péloponnèse et le despotat d'Épire. Il fut le plus puissant représentant de sa famille.

## Biographie

Expansion territoriale de Carlo I Tocco en Grèce

Carlo Ier était le fils du comte Léonard Ier Tocco de Céphalonie et de Leucade par Maddalena de' Buondelmonti, la sœur du despote d'Épire Esaù de' Buondelmonti. Léonard Ier Tocco (qui fut comte de Céphalonie de 1357 à 1376 et duc de Leucade de 1362 à 1376) était lui-même le fils de Guglielmo II Tocco (gouverneur de Céphalonie de 1328 à 1335) et de Marguerite Orsini, sœur de Niccolò Orsini et de Jean II Orsini, dirigeants de l'Épire et comtes de Céphalonie. De cette façon, Carlo Tocco hérita des prétentions sur l'Épire formulées par les Orsini et les Buondelmonti. 
Carlo Ier succéda à son père Léonard Ier comme comte de Céphalonie et duc de Leucade en 1376. Il partagea le pouvoir avec son frère Léonard II qui fut investi avec l'île de Zante en apanage en 1399. 
Il épousa en 1388 Francesca, la fille cadette du Florentin Nerio Ier Acciaiuoli qui venait de conquérir le Duché d'Athènes. À la mort de ce dernier en 1394, il entra en conflit avec les autres héritiers de Nério à propos de son héritage : Francesca devait recevoir les villes de Mégare et de Corinthe, mais cette dernière avait été promise au despote de Mistra, Théodore, qui assiégea la ville. Carlo fit alors appel aux Ottomans, contre lesquels Théodore venait de se révolter : une armée turque leva le siège et ravagea le Péloponnèse début 1395. Peu après, Carlo s'allia aux Navarrais de la principauté d'Achaïe contre Théodore, mais il dut finalement céder Corinthe après une victoire des Byzantins en 1396.
À partir de 1400, Carlo s'impliqua dans les conflits entre seigneurs albanais qui divisaient l'Épire et l'Étolie-Acarnanie, occupant plusieurs forteresses en tant qu'allié d'un des belligérants puis attaquant pour son compte Paul Shpata, seigneur d'Angelokastro en Étolie. Ce dernier fit appel aux Ottomans, mais leur contingent fut battu par les troupes de Carlo vers 1406 sous les murs de Vonitsa et en 1408, Angelokastro était sous le contrôle de Carlo. 
En février 1411, son oncle Esau de' Buondelmonti mourut à Ioannina ; les habitants, s'étant révoltés contre la veuve de ce dernier et son fils, appelèrent Tocco à prendre le contrôle de la ville où il arriva en avril. 
Néanmoins, il dut affronter l'opposition des seigneurs et clans albanais de la région : Maurice Bova Shpata d'Arta s'allia au clan Zenevisi et leurs troupes remportèrent une victoire sur celles de Carlo en 1412, sans parvenir à prendre Ioannina. Peu après la mort de Maurice au combat en 1414, Carlo avança sur Arta et obtint sa reddition en 1416. La ville fut confiée à Léonard II, le plus jeune frère de Carlo. Ainsi, les Tocchi contrôlèrent l'ensemble des villes importantes de l'Épire. En 1415, il fut gratifié du titre de despote par l'empereur byzantin Manuel II Paléologue[réf. nécessaire]. 
Désireux de reprendre pied dans le Péloponnèse, Carlo y envoya des troupes peu après 1402. En 1407 il saccagea Glarenza et conquit l'Élide sur le prince d'Achaïe Centurione II Zaccaria, mais ce dernier le repoussa ensuite. Carlo acheta finalement la ville à un aventurier en 1421. En 1427, il perdit ses possessions dans le Péloponnèse au profit des Byzantins à la suite de la bataille des îles Échinades.
Il mourut à Ioannina en juillet 1429. Bien qu'il eût plusieurs fils illégitimes, c'est son neveu Carlo II Tocco (le fils de Léonard II) qui lui succéda. Sa nièce Théodora Tocco fut la première femme de Constantin XI. La principauté des Tocco fut conquise par les Ottomans entre 1430 et 1480 et reçut le nom de sandjak de Karlieli (domaine de Carlo).

## Famille
Carlo n'eut aucun descendant de son mariage avec Francesca Acciaioli, la fille de Nerio Ier, le duc d'Athènes. Par une maîtresse dont le nom est inconnu, il eut 5 fils illégitimes :
- Memnone d'Acarnanie
- Ercole
- Turno
- Antonio
- Orlando de Reniassa